# Sandy Vee
Sandy Julien Wilhelm, conocido profesionalmente como Sandy Vee, es un DJ y productor musical francés, oriundo de Toulouse. del género house. Sandy Vee comenzó a trabajar con artistas populares en el año 2009. Desde entonces ha producido para artistas de éxito internacional como Britney Spears, Ne-Yo, Rihanna, Taio Cruz, Katy Perry, The Black Eyed Peas, David Guetta, Selena Gomez y recientemente Madonna.
En el año 2011, Sandy Vee ganó un Grammy en la categoría Mejor grabación bailable por "Only Girl (In the World)" de Rihanna. En el mismo año fue nominado en la categoría Álbum del año por Teenage Dream de Katy Perry.

## Discografía

### Sencillos
- 2005: "Level 2 EP"
- 2006: "Hightech EP"
- 2006: "Who That Is?"
- 2007: Fred Pellichero vs. Sandy Vee — "Pump It"
- 2007: "Back Again"
- 2007: "African Rhythm"
- 2007: "Sunrise / Night Time Arrest"
- 2007: "In Control / Less Is More"
- 2007: Sandy Vee vs. Iggy Pop — "Doggystyle"
- 2008: Sandy Vee — "Bleep" (canción propia más popular de él)
- 2008: "Secret Love"
- 2008: "Be Together"
- 2007: Sandy Vee & Fred Pellichero — "Back to the Jungle"
- 2008: "Dirty Beats" (con Sue Cho)
- 2008: "Running Away (Many Roads)"
- 2009: "Paranoid / Schizophrenia"
- 2010: "Straight to the Sky" (con Robin S.)

### Producciones discográficas
| Año  | Canción                                        | Artista                  | Álbum                      |
| ---- | ---------------------------------------------- | ------------------------ | -------------------------- |
| 2009 | "Gettin' Over"                                 | David Guetta             | One Love                   |
| 2009 | "Sexy Bitch"                                   | David Guetta             | One Love                   |
| 2009 | "On the Dancefloor"                            | David Guetta             | One Love                   |
| 2009 | "Missing You"                                  | David Guetta             | One Love                   |
| 2009 | "One Love"                                     | David Guetta             | One Love                   |
| 2009 | "I Wanna Go Crazy"                             | David Guetta             | One Love                   |
| 2009 | "If We Ever"                                   | David Guetta             | One Love                   |
| 2010 | "Higher"                                       | Taio Cruz                | Rokstarr                   |
| 2010 | "Firework"                                     | Katy Perry               | Teenage Dream              |
| 2010 | "Angel"                                        | Akon                     | Stadium                    |
| 2010 | "S&M"                                          | Rihanna                  | Loud                       |
| 2010 | "Only Girl (In the World)"                     | Rihanna                  | Loud                       |
| 2010 | "Beautiful Monster"                            | Ne-Yo                    | Libra Scale                |
| 2010 | "Party All Night (Sleep All Day)"              | Sean Kingston            | TBA                        |
| 2010 | "Commander"                                    | Kelly Rowland            | Here I Am                  |
| 2010 | "Hey Baby (Drop It to the Floor)" (con T-Pain) | Pitbull                  | Planet Pit                 |
| 2011 | "Good Girl"                                    | Alexis Jordan            | Alexis Jordan              |
| 2011 | "Hush Hush"                                    | Alexis Jordan            | Alexis Jordan              |
| 2011 | "Wet"                                          | Nicole Scherzinger       | Killer Love                |
| 2011 | "Selfish"                                      | Britney Spears           | Femme Fatale               |
| 2011 | "Where Them Girls At"                          | David Guetta             | Nothing But the Beat       |
| 2011 | "Nobody Loves Me"                              | Bella                    | Nobody Loves Me            |
| 2011 | "Middle of Nowhere"                            | Selena Gomez & the Scene | When the Sun Goes Down     |
| 2011 | "Ding Dong Ding"                               | Hakimakli                |                            |
| 2011 | "Collide"                                      | Leona Lewis              | Glassheart                 |
| 2011 | "Stars"                                        | Parade                   | Parade                     |
| 2012 | "Glowing"                                      | Nikki Williams           | TBA                        |
| 2012 | "Dreamcatcher"                                 | Jacob Latimore           | TBA                        |
| 2013 | "Boomerang"                                    | Nicole Scherzinger       |                            |
| 2013 | "Make You A Man"                               | Pia Toscano              |                            |
| 2013 | "Billion Lights"                               | JLS                      | Goodbye: The Greatest Hits |
| 2014 | "Physical"                                     | Enrique Iglesias         | Sex and Love               |
| 2014 | "3 Letters"                                    | Enrique Iglesias         | Sex and Love               |